# Isla Culebra (Puerto Rico)
La Isla de Culebra, más comúnmente conocida como Culebra, es un municipio del Estado Libre Asociado de Puerto Rico que abarca toda la superficie de la isla del mismo nombre situada en el mar Caribe. Según el censo de 2020, tiene una población de 1792 habitantes.
Originalmente, después de la colonización, la isla fue llamada Isla Pasaje y San Ildefonso de la Culebra. Está localizada a 27 kilómetros al este de la Isla Grande de Puerto Rico (isla principal), a 14 kilómetros al norte de la isla-municipio de Vieques (con quien conforma las islas más grandes del grupo conocido como Islas Vírgenes Españolas) y a 19 kilómetros al oeste de St. Thomas.
Posee una superficie estimada de 437,27 km², de la cual 30,16 km² corresponden a tierra firme y 407,11 km² son agua.
Hoy día, Culebra posee 19 playas y una fosa de agua dulce, que es famosa por la cantidad de turistas que la visitan. Culebra es conocida principalmente como «Cuna del Sol Borincano», «Isla Chiquita» y «Última Virgen», y sus residentes son llamados culebrenses.

## Historia

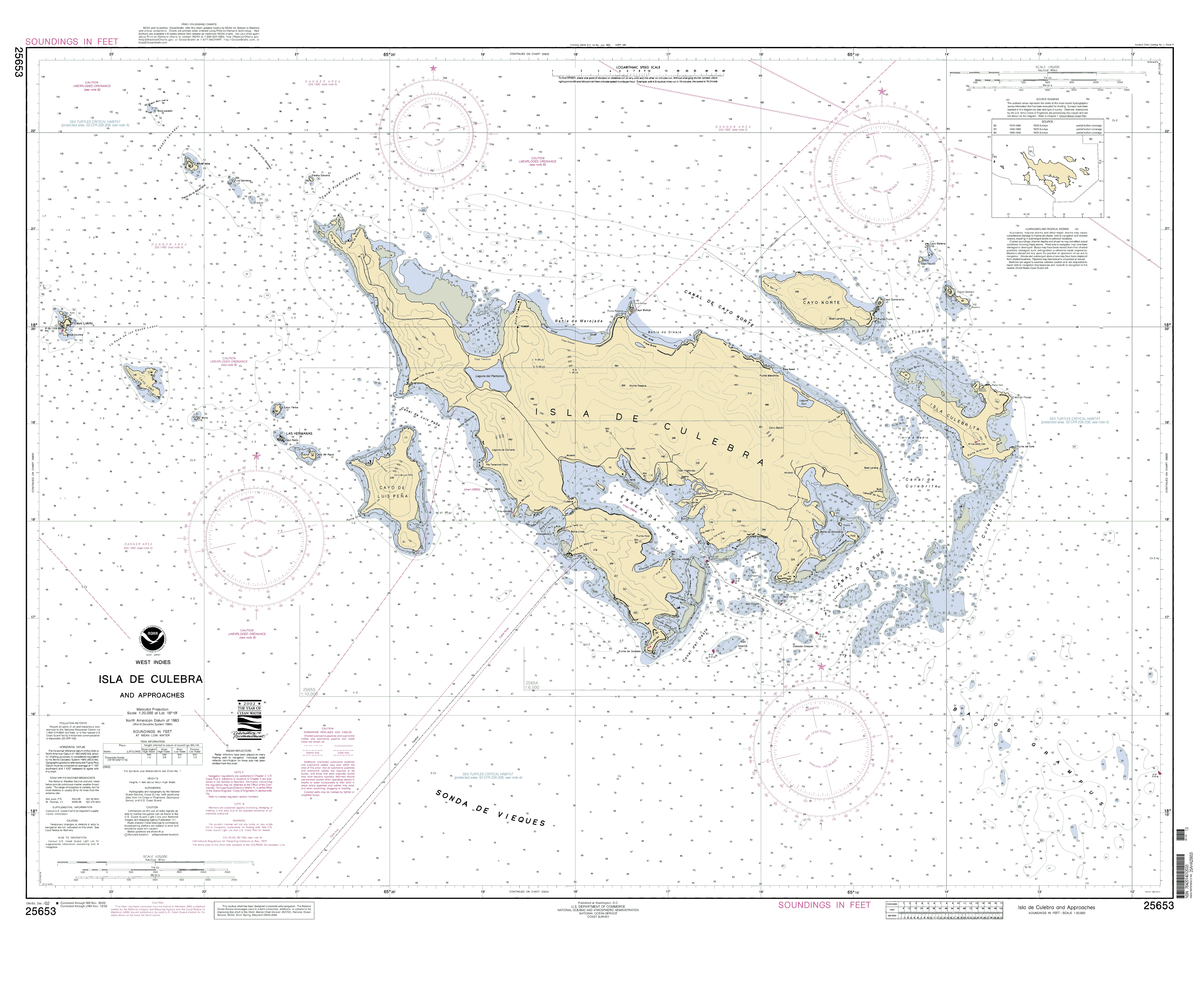
Carta náutica de Culebra.

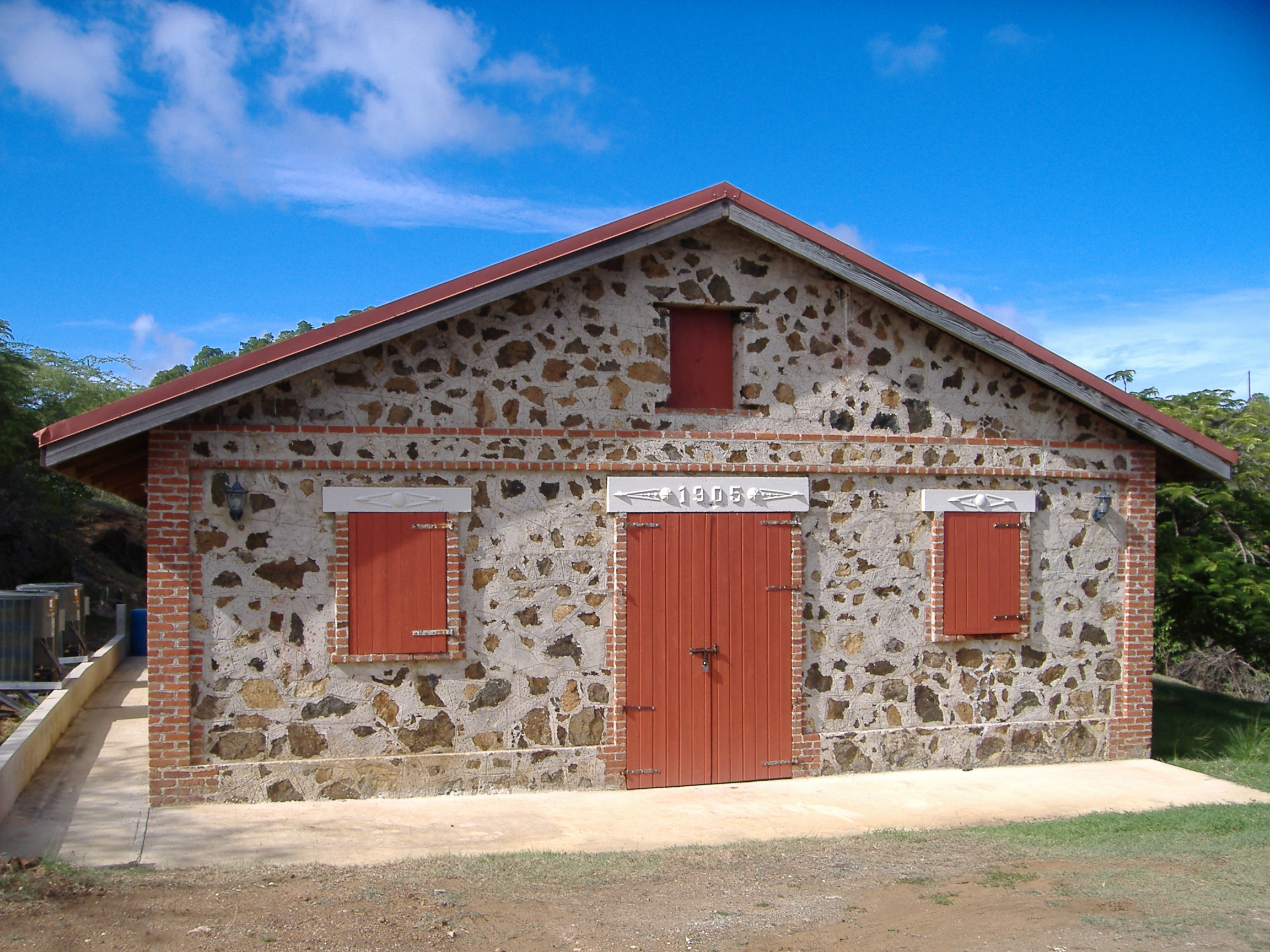
Almacén de municiones de la Marina de Estados Unidos construido en 1905. Actualmente es el Museo Histórico de Culebra.

La isla de Culebra estaba habitada por amerindios de origen arahuaco llamados por los españoles «taínos». El primer europeo en llegar hasta Culebra fue Cristóbal Colón en 1493. La isla fue utilizada como un refugio para los piratas durante más de tres siglos.
En 1875 un inglés llamado Stevens fue hecho primer gobernador de Culebra por el gobierno de Vieques. Tenía la encomienda de proteger a la isla y sus pescadores de los ataques piratas. Stevens fue asesinado más tarde el mismo año. Culebra fue entonces habitada por Cayetano Escudero Sanz el 27 de octubre de 1880. El primer asentamiento fue llamado San Ildefonso de la Culebra; la primera parte recuerda a San Ildefonso de Toledo, uno de los Padres de la Iglesia, mientras que la segunda parte aparentemente deriva de la abundancia en la isla de la serpiente alsophis portoricensis. 
Dos años más tarde, el 25 de septiembre de 1882, comenzó la construcción del Faro Culebrita, completado el 25 de febrero de 1886. Este fue el faro más antiguo en operaciones en el Caribe hasta que en 1975 la Marina de Guerra de Estados Unidos y la Guardia Costanera finalmente lo cerraron.
En 1902, Culebra fue anexionada a la isla-municipio de Vieques. Un año más tarde el presidente estadounidense Theodore Roosevelt estableció la Reserva Naval de Culebra. Un refugio para aves fue establecido el 27 de febrero de 1909. En 1939, la Marina de Guerra de Estados Unidos comenzó a utilizar Culebra como un lugar de prácticas de bombardeo. 
En 1971, comenzaron las protestas contra la presencia militar estadounidense en Culebra, lideradas por el líder del Partido Independentista Puertorriqueño, Rubén Berríos Martínez. Cuatro años más tarde, en 1975, se logró la expulsión del cuerpo militar estadounidense.
Culebra fue declarada una isla-municipio independiente en 1917. El primer gobierno electo democráticamente fue en 1960. Previo a esto el gobierno de Puerto Rico enviaba delegados para administrar la isla.

## Demografía

### Población

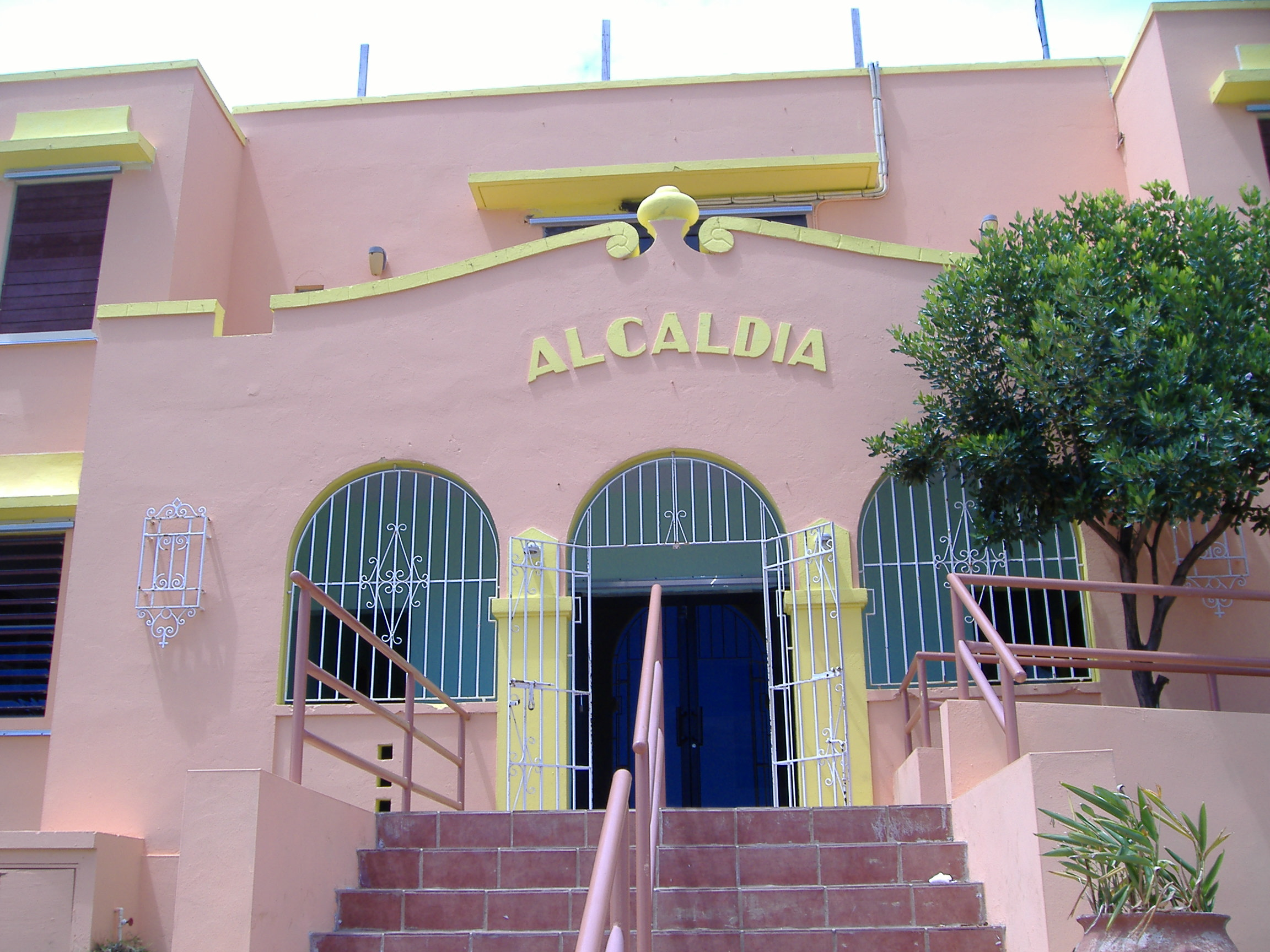
Ayuntamiento de Culebra

Culebra es el municipio con menor población de los setenta y ocho que componen Puerto Rico. La isla-municipio cuenta con 1792 habitantes.

### Barrios

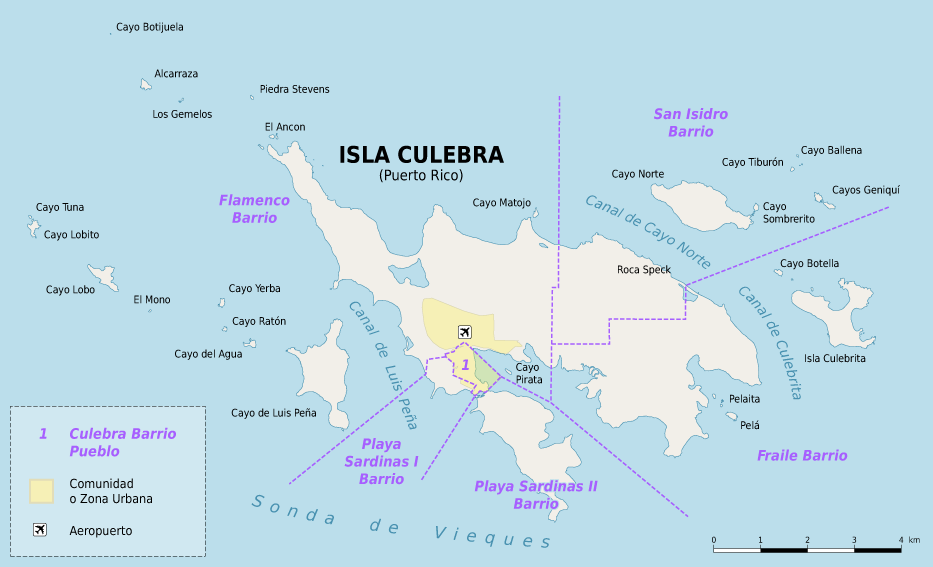
Barrios de la isla de Culebra

| Barrio                          | Área (m²)  | Población (censo 2000) | Densidad | Cayos del barrio |
| ------------------------------- | ---------- | ---------------------- | -------- | --- |
| Culebra barrio-pueblo (Culebra) | 408.969    | 652                    | 1594,3   | - |
| Flamenco                        | 12.602.398 | 885                    | 70,2     | Cayo Pirata, Cayo Verde, Cayo Matojo, El Ancón, Piedra Stevens, Los Gemelos, Alcarraza, Roca Lavador (submergido), Cayo Botijuela, Cayo Luis Peña, Las Hermanas (Cayo del Agua, Cayo Ratón, Cayo Yerba), El Mono, Cayo Lobo, Roca Culumna (parte de Cayo Lobito), Cayo Lobito, Cayo Tuna. |
| Fraile                          | 8.211.978  | 51                     | 6,2      | Culebrita, Cayo Botella, Pelá, Pelaíta |
| Playa Sardinas I                | 410.235    | 136                    | 331,5    | - |
| Playa Sardinas II               | 2.600.088  | 122                    | 46,9     | - |
| San Isidro                      | 5.857.771  | 22                     | 3,8      | Roca Speck, Cayo Norte, Cayo Sombrerito, Cayos Geniquí, Cayo Tiburón, Cayo Ballena |
| Culebra                         | 30.091.439 | 1.868                  | 62,1     | 23 islas, cayos y rocas |

### Lenguas
Como consecuencia de esta larga relación política con España, el idioma español es la lengua predominante de las islas. No obstante, el inglés también es un idioma cooficial en todo Puerto Rico.

## Geografía

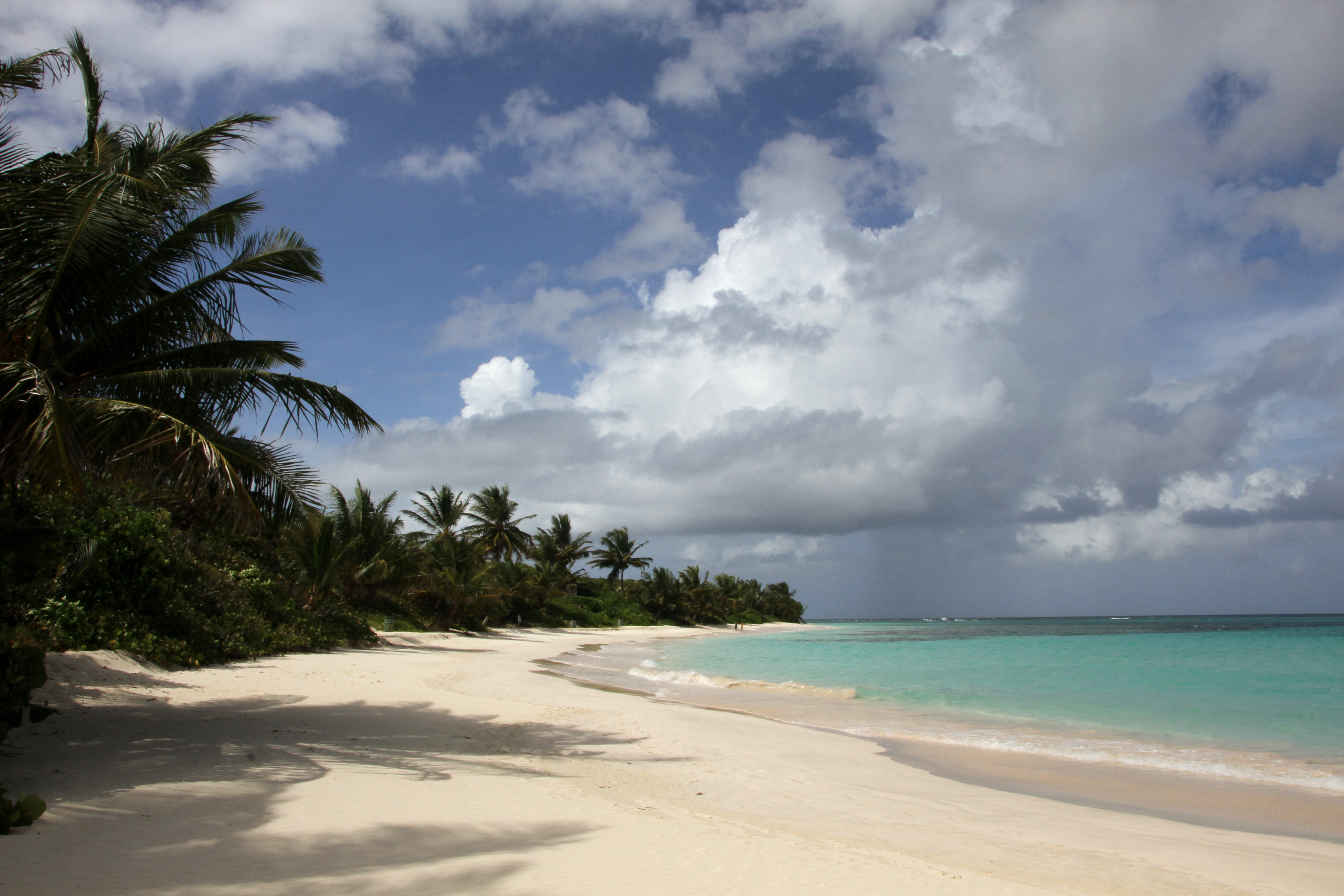
Playa Flamenco

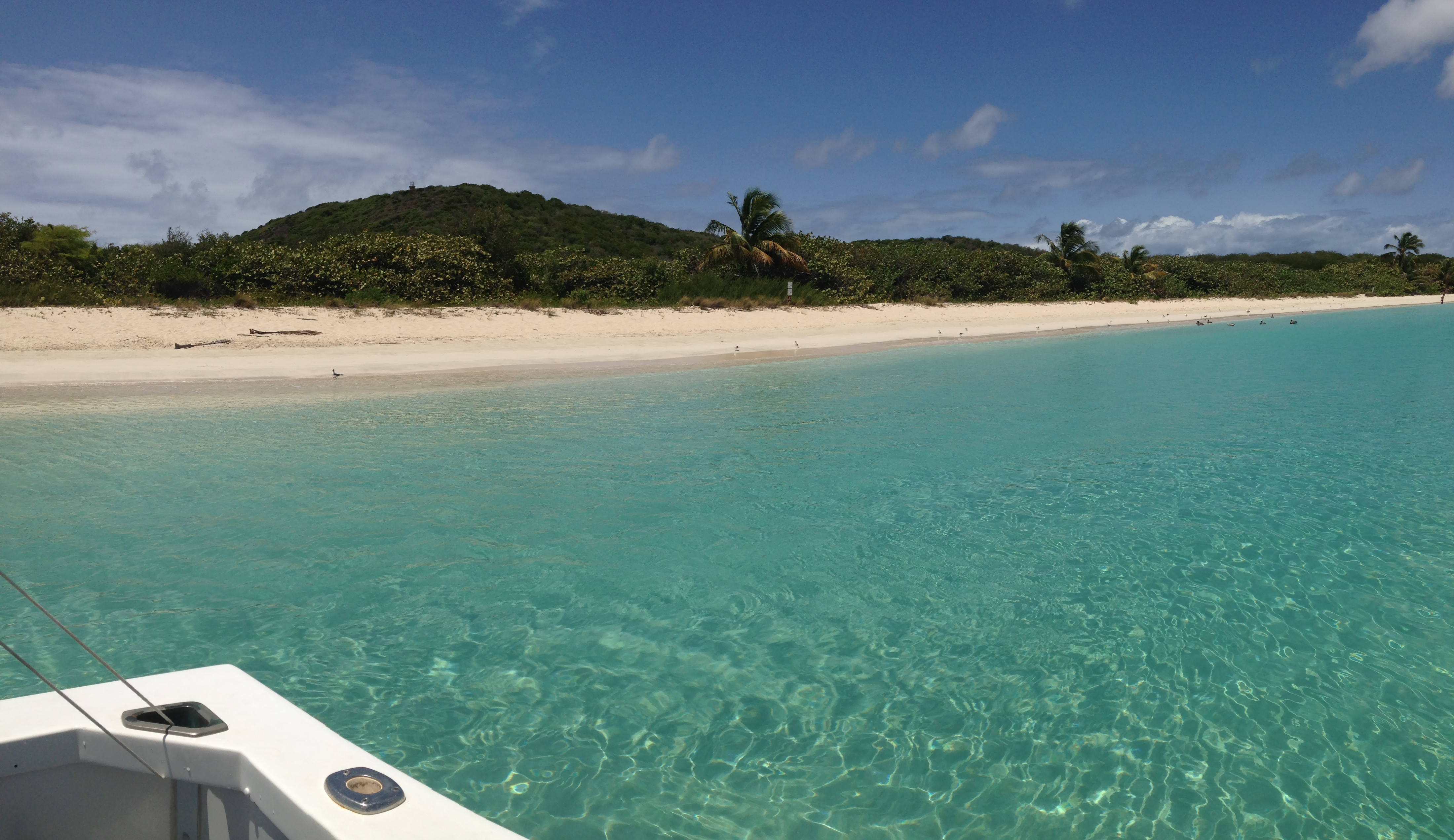
Playa Flamenco

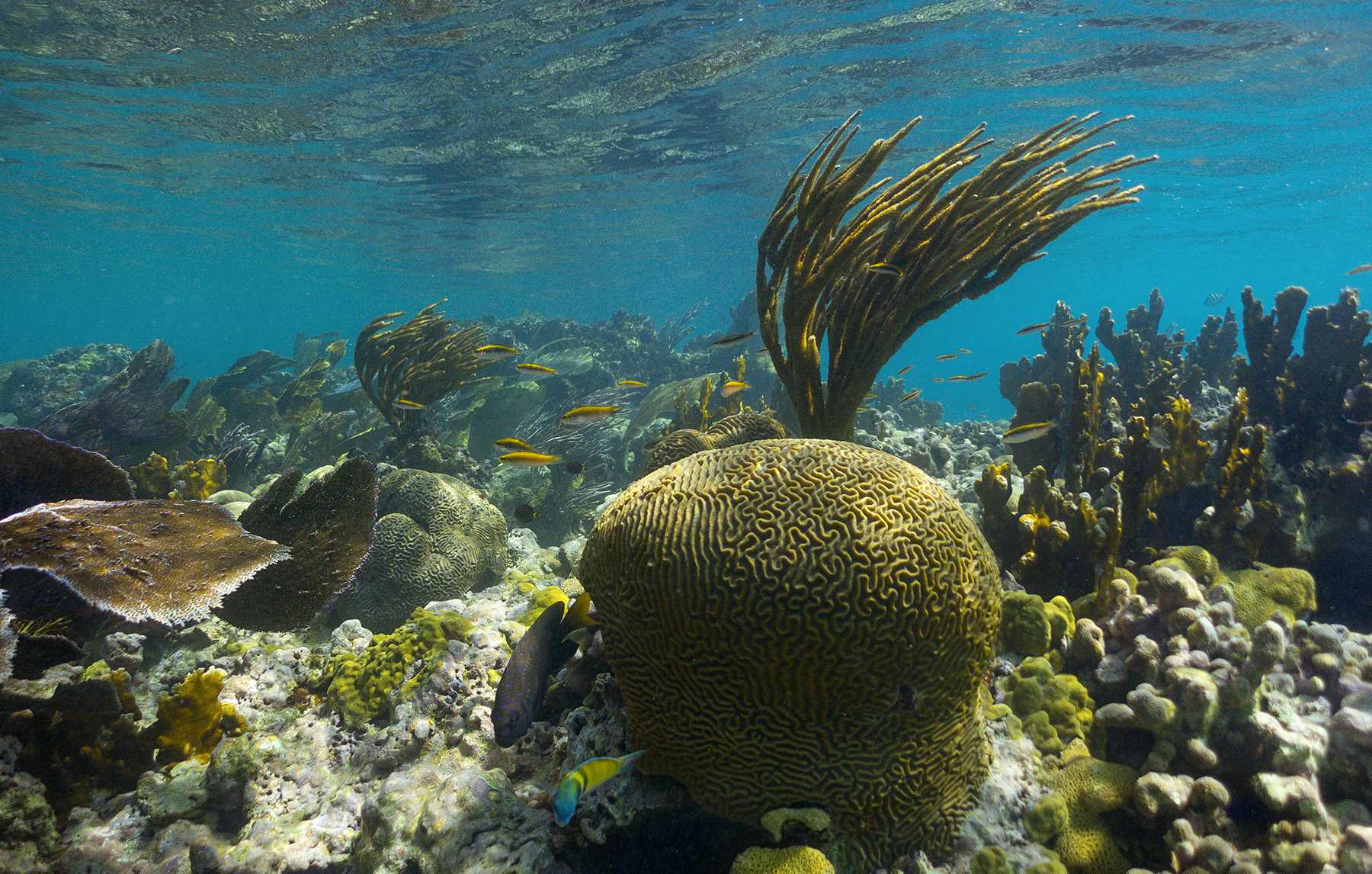
Arrecife de coral en Culebra

Culebra es un pequeño archipiélago que consiste de la isla mayor (Culebra) y veintitrés pequeñas islas o cayos. Los cuatro cayos más grandes son: Culebrita. al este; Cayo Norte, al noreste. y Cayo Luis Peña y Cayo Lobo, al oeste. Las islas más pequeñas incluyen Cayo Pirata, Cayo Verde, Cayo Matojo, El Ancón, Piedra Stevens, Los Gemelos, Alcarraza, Roca Lavador (submergido), Cayo Botijuela, Las Hermanas (Cayo del Agua, Cayo Ratón, Cayo Yerba), El Mono, Cayo Lobito, Roca Culumna (parte de Cayo Lobito), Cayo Tuna, Cayo Botella, Pelá, Pelaíta, Roca Speck, Cayo Sombrerito, Cayos Geniquí, Cayo Tiburón y Cayo Ballena. Las islas del archipiélago son áridas, ya que no tienen ríos ni arroyos. El agua fresca y potable es traída desde la Isla Grande vía Vieques. 
El municipio está caracterizado por una topografía irregular, resultando en una intrincada línea costera. La isla es de aproximadamente 11 por 8 kilómetros. La costa está marcada por acantilados, playas de arena de coral y manglares. La mayor elevación de la isla es el Monte Resaca, con unos 190 metros (623 pies) de altitud. Su hidrografía se basa en lagunas o albuferas (Laguna Flamenco, Laguna Zoní, Laguna de Cornelio, Laguna de Molino, entre otras); bahías como Ensenada Honda (dentro de la misma: Ensenada del Coronel, Ensenada Fulladoza, Ensenada del Cementerio, Ensenada Dákity, Bahía Mosquito y Ensenada Malena), Puerto Manglar y Bahía de Tamarindo, entre otras) y pequeñas quebradas.

## Símbolos de Culebra

### Bandera

La bandera culebrense consiste de cinco franjas verticales, tres amarillas y dos verdes alternadas. La franja amarilla central lleva sobrepuesto el mapa de Culebra en color verde. Al igual que en el escudo, el color amarillo representa las banderas de la Delegación de Culebra y el Comité de Rescate de Culebra. El color verde hace referencia al escudo de Puerto Rico para aludir que Culebra es tierra puertorriqueña.

### Escudo

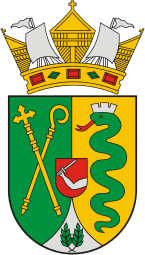

El escudo consiste de dos barcos con sus velas llenadas por el viento. La cruz y el bastón episcopal simbolizan al obispo San Ildefonso, porque originalmente la isla fue llamada San Ildefonso de la Culebra. La culebra o serpiente simboliza su nombre. Un brazo armado pertenece al escudo de armas de la familia Escudero, uno de los primeros pobladores de Culebra. El laurel significa el triunfo de la cruzada cívica que logró expulsar a la Marina de Guerra de Estados Unidos en 1975 y su fondo blanco simboliza la paz colectiva adquirida posteriormente.

### Himno
«Culebra Isla preciosa, lugar donde nací, con sus playas de arenas blancas que el Mar Caribe baña.

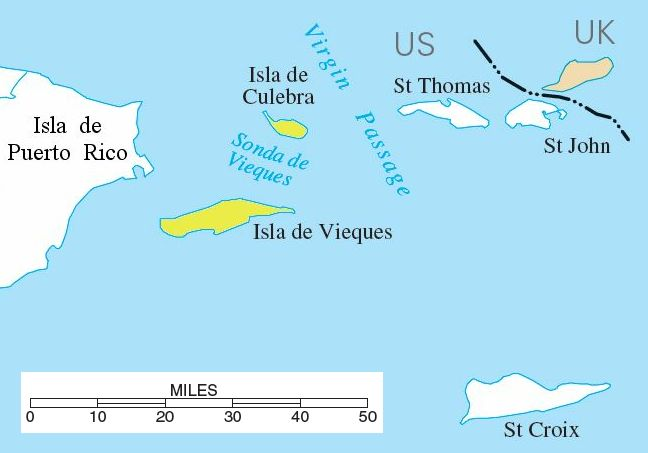
Ubicación de las Islas Vírgenes Españolas (en amarillo) entre la Isla grande de Puerto Rico (izquierda) y Saint Thomas, Islas Vírgenes de los Estados Unidos

Al este de Borinquen, al norte de la Isla Nena, se encuentra el terruño donde mi alma sueña.
Culebrenses con amor, pues por primera vez en esta tierra tan bella la luz del sol yo vi.
El sol que nos alumbra a todos los borincanos y pinta de dorado nuestros montes y llanos.
Mi isla es pequeñita y su gente muy sencilla, y todo el que la visite así lo comprobará.
También recibirá calurosa bienvenida de todos los culebrenses porque así se identifican.
Aunque vaya a tierras lejanas nunca olvidaré a mi islita caribeña donde mi vida forjé.
Presente en todo momento aquí en mi pensamiento

Culebra islita querida, isla de mis ensueños.»
EDGARDO ROMERO

## Servicio postal

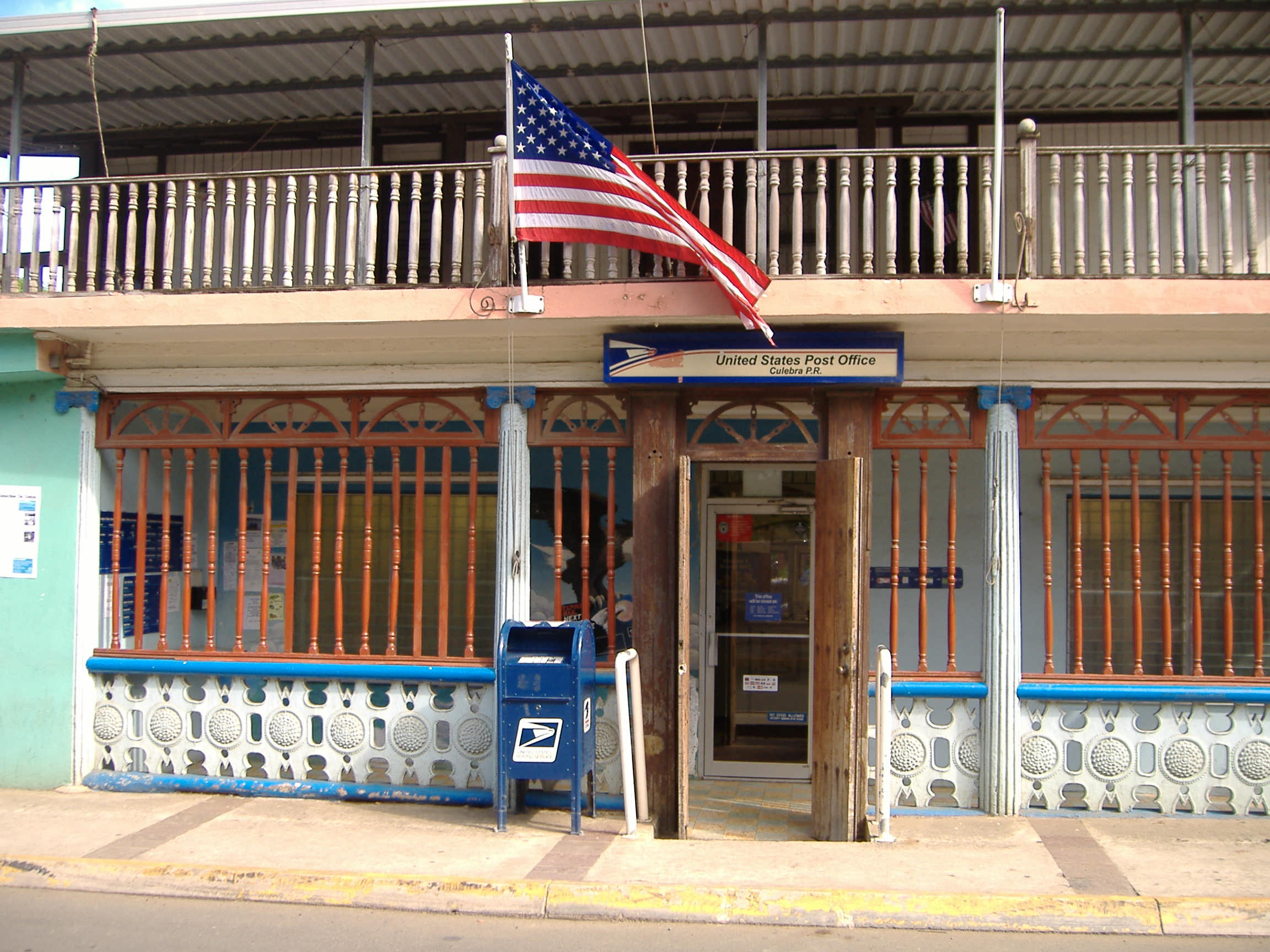
Oficina de Correos de Culebra

El Servicio Postal de los Estados Unidos gestiona la Oficina de Correos de Culebra.

## Playas
Culebra cuenta con algunas de las playas consideradas de las más hermosas del mundo. Su playa más famosa es la Playa Flamenco y está entre las primeras cinco (5) playas más hermosas reconocidas a nivel internacional.

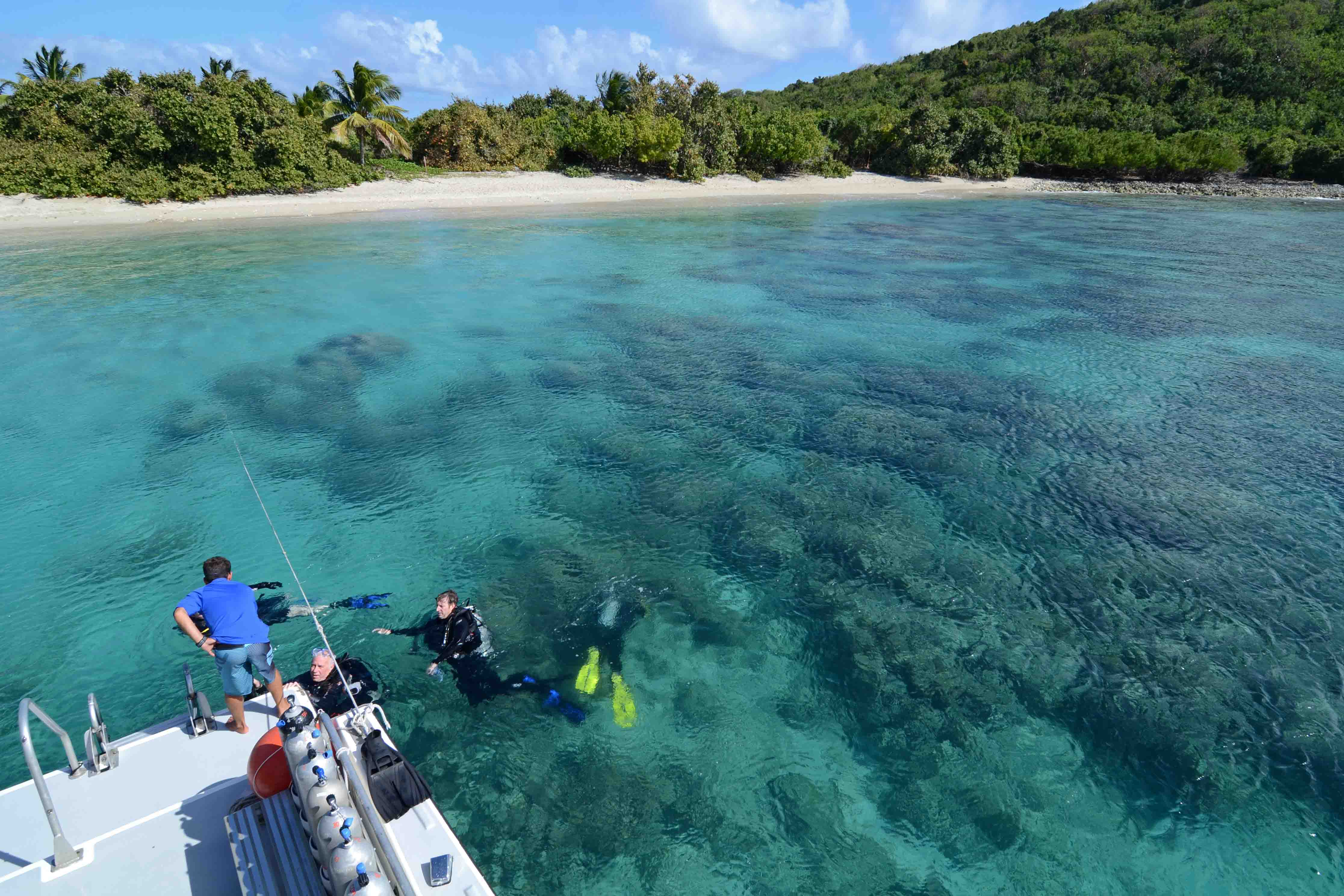
Buceadores en Culebra
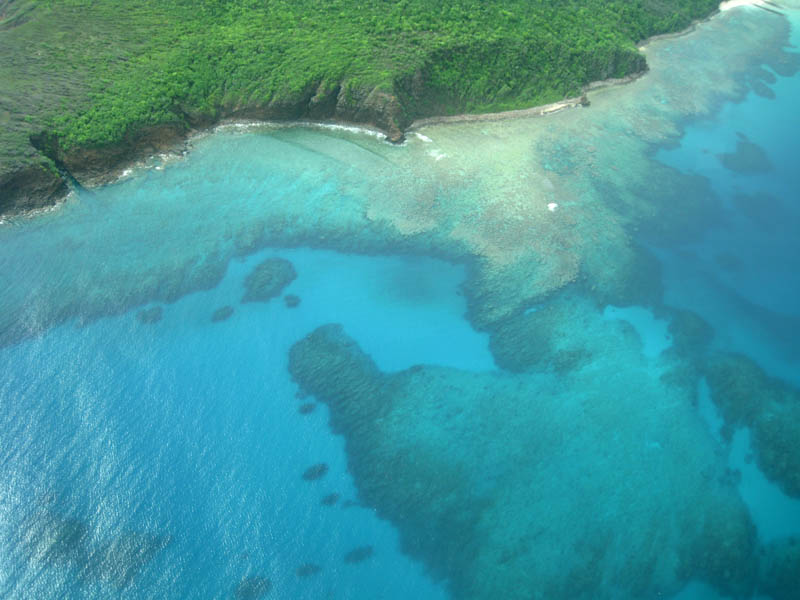
Arrecifes de coral en la bahía de Flamenco visto desde un avión
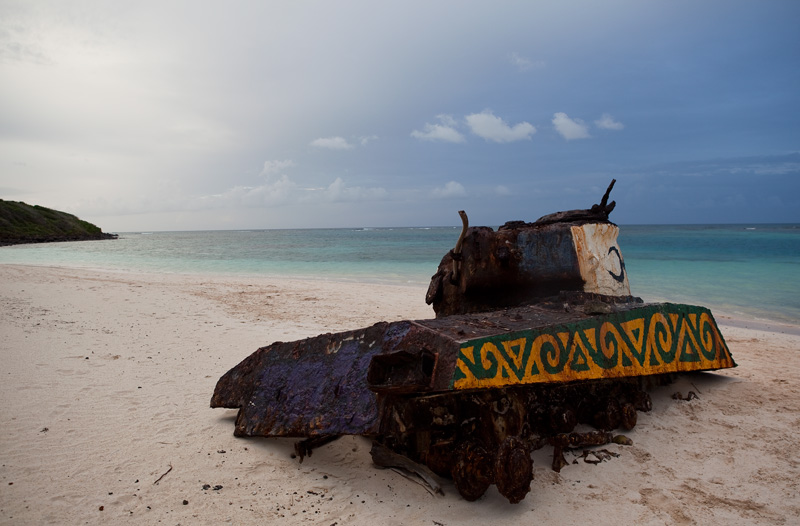
Tanque M4A3 Sherman en Playa Flamenco, Culebra
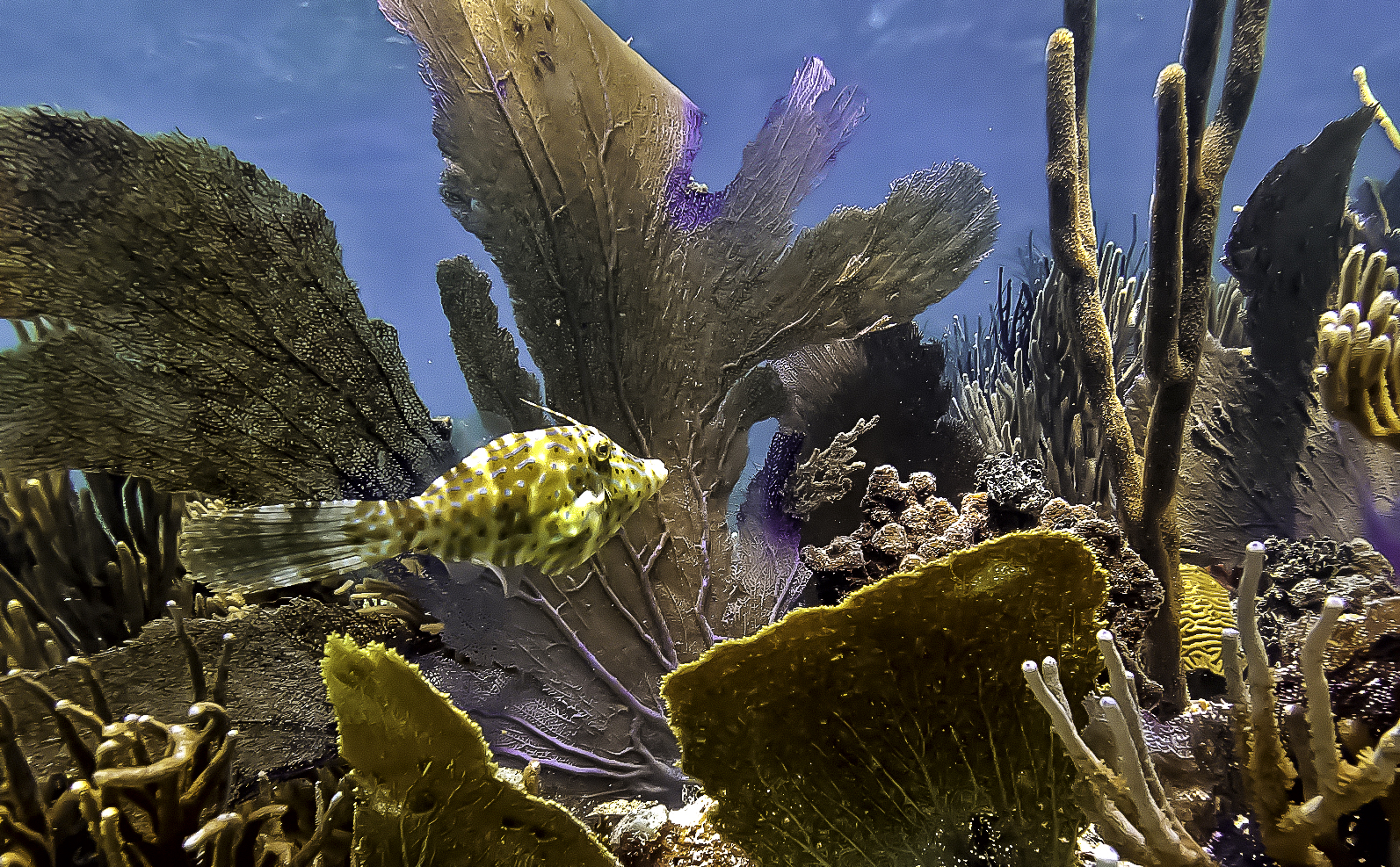
Pez entre los corales en Culebra